# Phauloppia imparata
Phauloppia imparata är en kvalsterart som först beskrevs av Arthur P. Jacot 1934.  Phauloppia imparata ingår i släktet Phauloppia och familjen Oribatulidae. Inga underarter finns listade i Catalogue of Life.